# Сальваторе Еспозіто
Сальваторе Еспозіто (італ. Salvatore Esposito, нар. 3 січня 1948, Торре-Аннунціата) — італійський футболіст, що грав на позиції півзахисника. По завершенні ігрової кар'єри — тренер. Виступав за національну збірну Італії.
Чемпіон Італії. Володар Кубка Італії. 

## Клубна кар'єра
У дорослому футболі дебютував 1966 року виступами за команду клубу «Фіорентіна», в якій провів шість сезонів, взявши участь у 109 матчах чемпіонату. За цей час виборов титул чемпіона Італії.
Своєю грою за цю команду привернув увагу представників тренерського штабу клубу «Наполі», до складу якого приєднався 1972 року. Відіграв за неаполітанську команду наступні п'ять сезонів своєї ігрової кар'єри. Більшість часу, проведеного у складі «Наполі», був основним гравцем команди. За цей час додав до переліку своїх трофеїв титул володаря Кубка Італії.
Згодом з 1977 по 1982 рік грав у складі команд клубів «Верона», «Фано» та «Сієна».
Завершив професійну ігрову кар'єру у клубі «Емполі», за команду якого виступав протягом 1982—1984 років.

## Виступи за збірні
1975 року провів один матч в офіційних матчах у складі національної збірної Італії.

## Кар'єра тренера
Розпочав тренерську кар'єру, повернувшись до футболу після невеликої перерви, 1989 року, очоливши тренерський штаб клубу «Фано».
1991 року став головним тренером команди «Сієна», тренував клуб зі Сієни лише один рік.
Згодом протягом 1993—1993 років очолював тренерський штаб клубу «Авелліно».
1997 року прийняв пропозицію попрацювати у клубі «Асколі». Залишив команду з Асколі-Пічено 1998 року.
Протягом одного року, починаючи з 1999, був головним тренером команди «Катандзаро».
Протягом тренерської кар'єри також очолював команди клубів «Барлетта», «Нола», «Беневенто», «Турріс» та «Кавезе».
Наразі останнім місцем тренерської роботи був клуб «В'яреджо», головним тренером команди якого Сальваторе Еспозіто був з 2001 по 2002 рік.
| Дата       | Місто  | Господарі | Результат | Гості  | Турнір           | Голи | Примітки |
| ---------- | ------ | --------- | --------- | ------ | ---------------- | ---- | -------- |
| 08/06/1975 | Москва | СРСР      | 1 – 0     | Італія | товариський матч | -    |          |
| Усього     |        | Матчів    | 1         |        | Голів            | 0    |          |

## Досягнення

### Як гравця
- Чемпіон Італії:

«Фіорентіна»: 1968–1969
- Володар Кубка Італії:

«Наполі»: 1975–1976